# Piroscsőrű szalagoskolibri
A piroscsőrű szalagoskolibri (Trochilus polytmus) a madarak (Aves) osztályának a sarlósfecske-alakúak (Apodiformes) rendjébe, ezen belül a kolibrifélék (Trochilidae) családjába tartozó faj. Jamaica nemzeti madara.

## Rendszerezése
A fajt Carl von Linné svéd természettudós írta le 1851-ben.

## Előfordulása
A Nagy-Antillák harmadik legnagyobb szigetén, Jamaicán honos. Természetes élőhelyei a szubtrópusi és trópusi síkvidéki és hegyi esőerdők, valamint másodlagos erdők, ültetvények, vidéki kertek és városi környezet. Magassági vonuló. Mivel nem a zárt erdők lakója, így az erdőirtások nyomán élettere jelentősen megnőtt.

## Megjelenése
Testhossza 30 centiméter, farokhossza elérheti a 17 centimétert és testtömege 5 gramm. A hím könnyen felismerhető hosszú farktollairól és feltűnően csillogó tollazatáról. A tojó valamivel kisebb a hímnél, hasoldala fehér. Faroktollai sokkal rövidebbek, a végük fehér. Csőre hosszú és keskeny. A madár így be tud hatolni vele a virágkelyhekbe. A hím csőre élénkebb piros, csúcsa fekete.
|  |  |  |

## Életmódja
Nappal aktív; éjjel lelassul az anyagcsere, hogy energiát takarítson meg. Tápláléka túlnyomórészt nektár, de repülő rovarokat is fogyaszt.
|  |  |

## Szaporodása
A költési szezon többnyire az esős évszak előtt és után (október és május) között van. Évente 1-2 fészekaljat rak. Egy fészekaljban 2 fehér, hosszúkás tojás található. A kotlás 14-19 napig tart. A fiatal madarak 3-4 hét után repülnek ki.

## Rokonai
Sokáig nemének egyetlen képviselőjének tartották, míg 1902-ben fel nem fedezték a nem másik képviselőjét a feketecsőrű szalagoskolibrit (Trochilus scitulus). Ezt egy ideig csak a piroscsőrű szalagos kolibri alfajának tartották csupán, de nemrég kiderült, hogy valódi teljes értékű faj. Megjelenésében nagyon hasonlít piros csőrű rokonára, csak a csőre fekete. Jamaica keleti részén honos, továbbá a Kajmán-szigeteken is előfordul.
Amíg egy fajnak tartották a kettőt, a piroscsőrű szalagos kolibrit egyszerűen csak szalagos kolibrinek hívták magyarul. Miután viszont kiderült hogy a fekete csőrű forma önálló faj a megkülönböztethetőség miatt piroscsőrű szalagos kolibrire nevezték át. Sok helyütt ma is egyszerűen mint szalagos kolibriként hivatkoznak rá.

## Természetvédelmi helyzete
Az elterjedési területe kicsi, egyedszáma pedig ismeretlen. A Természetvédelmi Világszövetség Vörös listáján nem fenyegetett fajként szerepel.